# Václav Mašek
Václav Mašek (Praga, 21 de março de 1941) é um ex-futebolista tcheco.

## Carreira
Ficou famoso por marcar o que por muito tempo foi o gol mais rápido da história da Copa do Mundo. O feito foi na Copa de 1962, no jogo contra o México, com apenas 16 segundos de partida. O recorde só foi quebrado no mundial de 2002, pelo turco Hakan Şükür.

## Ligações Externas
- Perfil em FIFA.com (em inglês)